# Astragalus psilolobus
Astragalus psilolobus là một loài thực vật có hoa trong họ Đậu. Loài này được Putschkova miêu tả khoa học đầu tiên.